# Johannes Maria Benedictus Josephus van der Does de Willebois
Johannes Maria Benedictus Josephus van der Does de Willebois ('s-Hertogenbosch, 21 maart 1810 - 's-Hertogenbosch, 12 september 1891) was een conservatief-katholiek politicus en rechter uit een Bossche notabelenfamilie.
Johannes Maria Benedictus Josephus de Willebois was de zoon van Geneesheer der hospitalen Pierre Joseph de Willebois en Adriana Cornelia Maria van de Does. Zijn broer was Joseph van der Does de Willebois, Commissaris des Konings en Minister van Buitenlandse Zaken. Hij studeerde rechten aan de Universiteit van Gent (1828 - 1832) en promoveerde in het Romeins en hedendaags recht aan de Hogeschool te Leiden in 1833. 
Van 1833 tot 1845 was De Willebois actief als advocaat in 's-Hertogenbosch, tot hij per 1 januari benoemd werd tot rechter bij de rechtbank 's-Hertogenbosch. Op 1 december 1863 werd hij gepromoveerd tot president van die rechtbank. In 1868 werd hij in de eerste stemmingsronde gekozen voor het kiesdistrict 's-Hertogenbosch in de Tweede Kamer der Staten-Generaal. In 1871 en 1875 werd hij zonder tegenkandidaten herkozen. In de Kamer stelde hij zich (katholiek-)conservatief op, en sprak hij over diverse onderwerpen op het gebied van onderwijs, spoorwegen, justitie en binnenlands bestuur. In 1868 stemde hij tegen de aangenomen motie-Blussé die uitsprak dat de Kamerontbinding van 1867 niet in het landsbelang was geweest. In 1876 keerde hij terug naar de rechterlijke macht, als president van het Gerechtshof 's-Hertogenbosch.
Naast zijn algemene functie, was Van der Does de Willebois ook directeur van de Maatschappij van Brandverzekering voor het Koninkrijk der Nederlanden te 's-Hertogenbosch en lid van de lokale Kamer van Koophandel. 
In 1856 kreeg hij toestemming de namen van zijn beide ouders "de Willebois" en "Van der Does" te combineren tot "Van der Does de Willebois" en zo een dubbele achternaam te voeren. In 1877 kreeg hij toestemming het predicaat "Jonkheer". In 1888 werd hij benoemd tot Commandeur in de Orde van de Nederlandse Leeuw. 
De Willebois trouwde op 15 januari 1840 met Antonia Cecilia Maria Luyben, uit de notabelenfamilie Luyben en dochter van het Bossche Tweede Kamerlid Johannes Lambertus Antonius Luyben. Met haar kreeg hij 2 zonen en 5 dochters, alsook vier kinderen die jong stierven. Een van zijn zoons was het Eerste Kamerlid Petrus van der Does de Willebois , een van zijn dochters trouwde met het latere Eerste Kamerlid Walther Simon Joseph van Waterschoot van der Gracht en twee van zijn dochters gingen het klooster in.